# Mind Your Language
Mind Your Language is een Britse comedyserie die op 30 december 1977 voor het eerst op ITV werd uitgezonden. De serie toont mensen van verschillende landen met verschillende sociale achtergronden, religies en talen die in hetzelfde klaslokaal zitten en Engels leren als vreemde taal.
De serie werd geproduceerd door London Weekend Television en geregisseerd door Stuart Allen. Er werden drie seizoenen gemaakt door London Weekend Television tussen 1977 en 1979, en er werd kortstondig nieuw leven ingeblazen in 1985 (of 1986 in de meeste ITV-regio's) met zes van de originele castleden. De serie trok ongeveer 18 miljoen kijkers. 

## Verhaal
De serie speelt zich af op een hogeschool voor volwassenenonderwijs in Londen en richt zich op de les ESL (Engels als tweede taal) die wordt gegeven door de heer Jeremy Brown, die lesgeeft aan een groep ingeschreven buitenlanders.

## Personages
- Jeremy Brown (Barry Evans)

- Giovanni Capello (George Camiller)

- Maximillian Andrea Archimedes Papandrious (Kevork Malikyan)

- Tarō Nagazumi (Robert Lee)

- Jamila Ranjha (Jamila Massey)

- Chung Su-Lee (Pik-Sen Lim)

- Juan Cervantes (Ricardo Montez)

- Ranjeet Singh (Albert Moses)

- Ali Nadim (Dino Shafeek)

- Danielle Favre (Françoise Pascal)

- Anna Schmidt (Jacki Harding)

- Ingrid Svenson (Anna Bergman)

- Dolores Courtney (Zara Nutley)

- Gladys (Iris Sadler)

- Sidney (Tommy Godfrey)

- Zoltan Szabo (Gabor Vernon)

### Seizoen 4
- Rita (Sue Bond), de nieuwe theedame die Gladys vervangt.

- Michelle Dumas (Marie-Elise Grepne), een studente uit Frankrijk.

- Maria Papandrious (Jenny Lee-Wright), een studente uit Griekenland en de zus van Maximillian Papandrious.

- Henshawe (Harry Littlewood), de nieuwe conciërge van de school die Sid vervangt.

- Farrukh Azzam (Raj Patel), een student uit Pakistan.

- Fu Wong Chang (Vincent Wong), een student uit China.

## Productie

### Ontwikkeling
De serie werd gemaakt in opdracht van Michael Grade, de programmadirecteur bij London Weekend Television. De meeste opnames van de eerste drie seizoenen vonden plaats op dinsdagavonden in Studio Two van het South Bank Television Centre.
Met deze serie als voorbeeld schreef Sarita Malik in Representing Black Britain (2002) dat "zwarten, Aziaten of 'ras' meestal het mikpunt van de grap waren", die "de neiging had om een racistische toon aan te slaan, maar altijd in een goedbedoelde, welwillende toon". Ze vervolgde dat "nooit eerder zoveel verschillende rassen in hetzelfde televisiebeeld waren gezien, maar ze hadden zich nog nooit zo vastgeklampt aan hun populaire, grove nationale stereotypen."
Grade annuleerde de serie omdat hij de stereotypering beledigend vond. "Het was echt onverantwoord van ons om het uit te brengen", vertelde hij bij Linda Agran op het Edinburgh Television Festival in 1985.

## Internationale uitzendingen
De serie werd verkocht aan Pakistan, Australië, Nieuw-Zeeland, Sri Lanka, India, Maleisië, Kenia, Nigeria, Ghana, Singapore, de Golfstaten en Hongkong. Het was ook een van de eerste Britse tv-programma's die in Zuid-Afrika werd uitgezonden na het einde van de boycot door de British Actors' Equity Association. 
De serie werd ook uitgezonden in Canada door CBC Television van 1978 tot 1982. De serie werd in 1985 ook uitgezonden door enkele kleine of onafhankelijke ABC tv stations in de Verenigde Staten. In opmerkingen die in 2005 werden vrijgegeven, zei Jonathan Rigby dat de serie nog steeds internationaal werd uitgezonden, met name in de landen die in de serie op het scherm werden vertegenwoordigd.